# Gnamptogenys reichenspergeri
Gnamptogenys reichenspergeri är en myrart som först beskrevs av Santschi 1929.  Gnamptogenys reichenspergeri ingår i släktet Gnamptogenys och familjen myror. Inga underarter finns listade i Catalogue of Life.